# Antenne (Fluss)
Die Antenne ist ein Fluss in Frankreich, in der Region Nouvelle-Aquitaine. Sie entspringt bei Fontaine-Chalendray und durchquert die Départements Charente-Maritime und Charente. Westlich von Cognac mündet die Antenne nach rund 49 Kilometern als rechter Nebenfluss in die Charente.

## Geschichte
Der Name „Antenne“ stammt aus der vorkeltischen Zeit. Das Tal war schon in der Altsteinzeit besiedelt, was die aus der Höhle von Marcel Clouet in Javrezac stammenden Funde aus der Zeit des Moustérien (ungefähr vor 40.000 Jahren) belegen.

## Naturschutz
Im mittleren und unteren Flussabschnitt bildet der Fluss eine erhaltenswerte Naturlandschaft, die im Rahmen von Natura 2000 unter Code FR5400473 registriert ist.

## Orte am Fluss
- Fontaine-Chalendray
- Cressé
- Les Touches-de-Périgny
- Matha
- Prignac
- Le Seure
- Mesnac
- Saint-Sulpice-de-Cognac
- Cherves-Richemont
- Javrezac